# Mr. Lawrence
Douglas Lawrence Osowski (East Brunswick, 1 de janeiro de 1969), conhecido profissionalmente como Mr. Lawrence, é um dublador, animador, comediante e roteirista norte-americano. Ele é mais conhecido por seu trabalho como roteirista e dublador nas animações da Nickelodeon Rocko's Modern Life e SpongeBob SquarePants. Em SpongeBob, ele dá voz a Sheldon J. Plankton, Larry, o Lagosta, Fred e vários outros personagens recorrentes desde a estreia da série em 1999.